# أحمد الشويفعي
أحمد الشويفعي، لاعب كرة قدم سعودي يلعب في نادي الطائي.

## مسيرة اللاعب
لعب في الفئات السنية في نادي الجيل و انضم إلى نادي الحزم في عام 2021 ولعب بعدها مع نادي الترجي ونادي الطائي.